# رولاند هيوز
رولاند هيوز (بالإنجليزية: Rowland Hughes)‏ هو سياسي أمريكي، ولد في 1896 في الولايات المتحدة، وتوفي في 1957 بسان فرانسيسكو في الولايات المتحدة. حزبياً، نشط في الحزب الجمهوري.